# Pons de Becmil
Pour les articles homonymes, voir Pons.
Pons de Becmil fut le 30e évêque d'Uzès (épiscopat de 1240 à 1249).

## Biographie
Il installe les consuls d'Uzès, en 1240.
Il reçoit l'hommage de Bernard Pelet, en 1241, pour les châteaux de Rousson et Peyremale, et celui de Rainon IV de La Tour-d'Aigues, fils de feu Raymond III, et frère de Guillaume de Maltortel, pour tout ce que ledit Raymond III possédait dans le diocèse d'Uzès.
En 1242, il acquiert de Rainon IV de La Tour-d'Aigues le huitième de la seigneurie d'Uzès, appartenant aux barons.
Il meurt le 16 avril 1249.
Il est désigné dans un acte de 1280, c'est-à-dire trente ans après sa mort, sous le nom de Pontius de Ponte (Pons du Pont), parce qu'il fut l'un des promoteurs de l'édification du Pont Saint-Nicolas commencé en 1245 et achevé avant 1260.
Les ruines de la tour de Becmil existent encore dans la commune de Salindres, canton d'Alès.